# الیوگا
الیوگا (به لاتین: Alevga) یک منطقهٔ مسکونی در قبرس است که در ناحیه نیکوزیا واقع شده‌است.

## خصوصیات
الیوگا ۰ نفر جمعیت دارد.